# 중수소 융합
중수소 융합(영어: deuterium fusion) 또는 중수소 연소(영어: deuterium burning)는 항성이 중수소를 태워없애는 과정이다. 갈색왜성과 행성의 구분과 기준이 된다.